# امیر واحدی

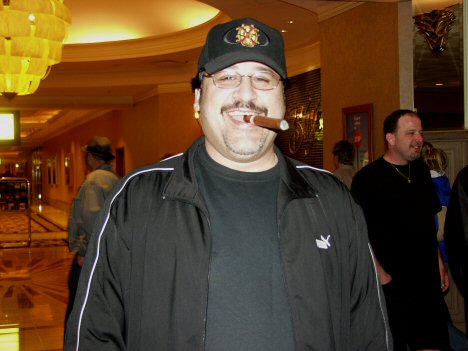
امیر واحدی

امیر واحدی (زادهٔ ۶ اسفند ۱۳۳۹ در تهران - درگذشتهٔ ۱۸ دی ۱۳۸۸ در کالیفرنیا) پوکرباز حرفه‌ای اهل ایران برنده مسابقات بین‌المللی پوکر بود. واحدی در جنگ ایران و عراق سرباز بود و بعداً به آمریکا پناهنده سیاسی شد. او اولین مربی پوکر بن افلک بازیگر و کارگردان مشهور هالیوود بوده‌است.